# Jacques Rochette de La Morlière
Charles-Jacques-Louis-Auguste Rochette de La Morlière, dit « Le Chevalier », né le 22 avril 1719 à Grenoble et mort le 9 février 1785 à Paris, est un mondain et un écrivain français.

## Biographie
Fils de Joseph Rochette de La Morlière, conseiller maître à la cour des comptes de Grenoble, et d'Anne de Bucher, Jacques de La Morlière, destiné au barreau, quitte sa ville natale à la suite d'un scandale et est envoyé à Paris rejoindre le corps des mousquetaires. Une autre affaire de mœurs le fait renvoyer de la compagnie. Il se consacrera désormais à la littérature et à l'intrigue.
Intrigant sans scrupule, La Morlière chercha d’abord l’appui du parti de Voltaire en applaudissant les vers du maître, et lorsqu’il se vit suffisamment établi au café Procope, se fit entrepreneur de succès et de chutes dramatiques. Entouré d’une troupe payée, il s’installait au parterre, donnant le signal des applaudissements pour les auteurs qui lui avaient offert quelques dîners ou quelques louis, et le signal des sifflets contre ceux dont il n’avait rien reçu. Il avait imaginé pour remplacer le sifflet, que la police ne tolérait pas toujours, une sorte de bâillement prolongé qui produisait un effet aussi désastreux.
Se croyant maître du théâtre, La Morlière eut l’idée d’utiliser ses moyens d’action pour son propre compte, et composa des comédies mais, malgré tous les efforts de sa cabale, elles tombèrent, et avec elles son influence. Fréron, qu’il avait attaqué, lui porta le dernier coup. Accusé de bassesse, de lâcheté, de relations avec la police, il fut abandonné de tout le monde et termina sa vie dans une profonde misère.
Il fut parmi les habitués du salon de Marie Anne Doublet.

## Œuvres
- Le Siège de Tournai, Paris, 1745
- Le Contrepoison des feuilles, ou Lettre à M.*** de, retiré à ***, sur le Sr Fréron,1745
- Angola, histoire indienne (Paris, 1746, 2 vol. in-12), roman libertin rappelant ceux de Crébillon fils, et qu’Édouard Thierry appelle « le manuel de la conversation à la mode »
- Milord Stanley, ou le Criminel vertueux, Cadix [Paris], 1747
- Les Lauriers ecclésiastiques ou Campagnes de l’abbé de T…, De l'Imprimerie ordinaire du clergé, Luxuropolis (Paris), 1748, 1 vol. in-8.
- Mirza-Nadir ou Mémoires et aventures du marquis de St. T***, gouverneur pour le roi de Perse de la ville du pays de Candahar, La Haye, 1749, 4 vol. in-12.
- Observations sur la tragédie du duc de Faix, de M. de Voltaire (1752, in-12)
- Le Fatalisme ou Collection d’anecdotes pour prouver l’influence du sort sur l’histoire du cœur humain(1769, 2 vol. in-12). L'ouvrage est dédié à Mme du Barry.
- Le Misanthrope et les conseils du Ch. de La M. à une jeune littérateur qu'il avait adopté pour fils, ou Etrennes aux journalistes, Amsterdam et Paris, 1786
- Espiègleries d'un Mousquetaire novice à dix-neuf ans, maintenant homme de lettres, histoire véritable (écrite par lui-même), Paris, an XI (1803)

Ses comédies en prose Le Gouverneur, trois actes (1751), La Créole, un acte (1754) et L’Amant déguisé, deux actes (1758) ne semblent pas avoir été imprimées.
Il a en outre collaboré aux Anti-feuilles de Bénigne Dujardin.

## Sources
1. ↑  Patrick Wald Lasowski, Romanciers libertins du XVIIIe siècle, Paris, La Pléiade, Gallimard, 2000, 1341 p., p. 1216-1227

- Gustave Vapereau, Dictionnaire universel des littératures, Paris, Hachette, 1876, p. 1178-1179
- Patrick Wald Lasowski, Romanciers libertins du XVIIIe siècle, tome 1, Paris, La Pléiade, Gallimard, 2000, p. 1216-1227